# Marianka (powiat lubelski)
Marianka – wieś w Polsce położona w województwie lubelskim, w powiecie lubelskim, w gminie Niedrzwica Duża.
| SIMC    | Nazwa      | Rodzaj    |
| ------- | ---------- | --------- |
| 0386838 | Paluchówka | część wsi |

W latach 1975–1998 miejscowość należała administracyjnie do województwa lubelskiego.
Wieś stanowi sołectwo gminy Niedrzwica Duża. Według Narodowego Spisu Powszechnego z roku 2011 wieś liczyła 236 mieszkańców.
Wierni Kościoła rzymskokatolickiego należą do parafii Podwyższenia Krzyża Świętego w Niedrzwicy Dużej lub do parafii św. Floriana w Krężnicy Jarej.